# Jerusalem Challenger 1990
Il Jerusalem Challenger 1990 è stato un torneo di tennis facente parte della categoria ATP Challenger Series nell'ambito dell'ATP Challenger Series 1990. Il montepremi del torneo era di $50 000 ed esso si è svolto nella settimana tra il 26 marzo e il 31 marzo 1990 su campi in cemento. Il torneo si è giocato nella città di Gerusalemme in Israele.

## Vincitori

### Singolare
Raviv Weidenfeld ha sconfitto in finale  Shahar Perkiss con il punteggio di 5–7, 6–4, 7–6.

### Doppio
Henrik Holm /  Peter Nyborg hanno sconfitto in finale  Cristian Brandi /  Cristiano Caratti con il punteggio di 6–1, 2–6, 6–3.